# Simon Bainbridge
Pour les articles homonymes, voir Bainbridge.
Simon Bainbridge, né le 30 août 1952 à Londres, et mort le 2 avril 2021, est un compositeur britannique, un professeur et ancien titulaire de la chaire de composition à la Royal Academy of Music de Londres, et professeur invité à l'université de Louisville (Kentucky) aux États-Unis.

## Biographie
Simon Bainbridge a eu son premier succès majeur avec Spirogyra, écrit en 1970 alors qu'il était encore étudiant. Cette œuvre affiche sa passion pour les textures complexes et sensuelles qui restent la marque de fabrique du style actuel de Bainbridge. Il a été formé à la Highgate School et au Royal College of Music. Après avoir eu son diplôme au Royal College of Music, il a étudié avec Gunther Schuller à Tanglewood. Son goût pour la culture américaine ressort parfois dans des œuvres telles que le Concerto en Moto Perpetuo (1983), qui contient des échos du minimalisme américain et le be-bop a inspiré For Miles (1994). Dans les années 1990, son travail a pris une nouvelle dimension expressive comme dans Ad Ora Incerta (1994) qui lui a valu le prestigieux Grawemeyer Award en 1997.
Simon Bainbridge a été titulaire de la chaire de composition à la Royal Academy of Music de 1999 à 2007 et a été l'un des quatre premiers professeurs à être nommés en 2000 pour faire partie du collège constitutif de l'université de Londres.

### Famille
Simon Bainbridge est marié à la soprano anglaise Lynda Richardson, et est le père de l'actrice Rebecca Bainbridge.

## Œuvres
- Concerto en Moto Perpetuo (1983)
- Clarinet Quintet (1993)
- For Miles pour trompette et ensemble de chambre (1994)
- Ad Ora Incerta, Four Orchestral Songs from Primo Levi, pour mezzo-soprano, basson et orchestre (1994) ; poèmes de Primo Levi
- Four Primo Levi Settings pour mezzo-soprano, clarinette, alto et piano (1996) ; poèmes de Primo Levi
- Guitar Concerto pour guitare et ensemble de chambre (1998)
- Chant for amplified chorus and large ensemble (1999)
- Voiles pour basson et ensemble de cordes (2001)

## Source de la traduction
- (en) Cet article est partiellement ou en totalité issu de l’article de Wikipédia en anglais intitulé « Simon Bainbridge » (voir la liste des auteurs).